# 欧州政治共同体 (2022年)
欧州政治共同体（おうしゅうせいじきょうどうたい、European Political Community, EPC）は、ヨーロッパの将来について政治的・戦略的に議論するため2022年に設立された政府間組織である。2022年10月にチェコのプラハで初めて会合を開き、欧州44か国の代表者と、欧州理事会議長および欧州委員会委員長が出席した。

## 歴史
本共同体は、ロシアによるウクライナ侵攻のさなかであった2022年5月に、フランス大統領のエマニュエル・マクロンによって提案され、同年6月23日 - 24日の欧州理事会会議でマクロンが正式に発表した。参加する44か国の代表者は2022年10月6日にプラハに招集され、第1回目の会合を開いた。ロシアとその同盟国であるベラルーシは意図的に参加国から除外された。

## 目的
本共同体の目的は、特にロシアのウクライナ侵攻に伴うヨーロッパのエネルギー危機に関して、欧州大陸の安全、安定、繁栄を強化するために、大陸全域の欧州諸国のための政策調整プラットフォームを提供し、共通の関心事に対処するための政治対話と協力を促進することである。本共同体には、欧州連合 (EU) の加盟国に加えて、アルメニア、アゼルバイジャン、ジョージア、アイスランド、モルドバ、トルコ、ウクライナ、イギリスなどの非EU加盟国も含まれる。

## サミット

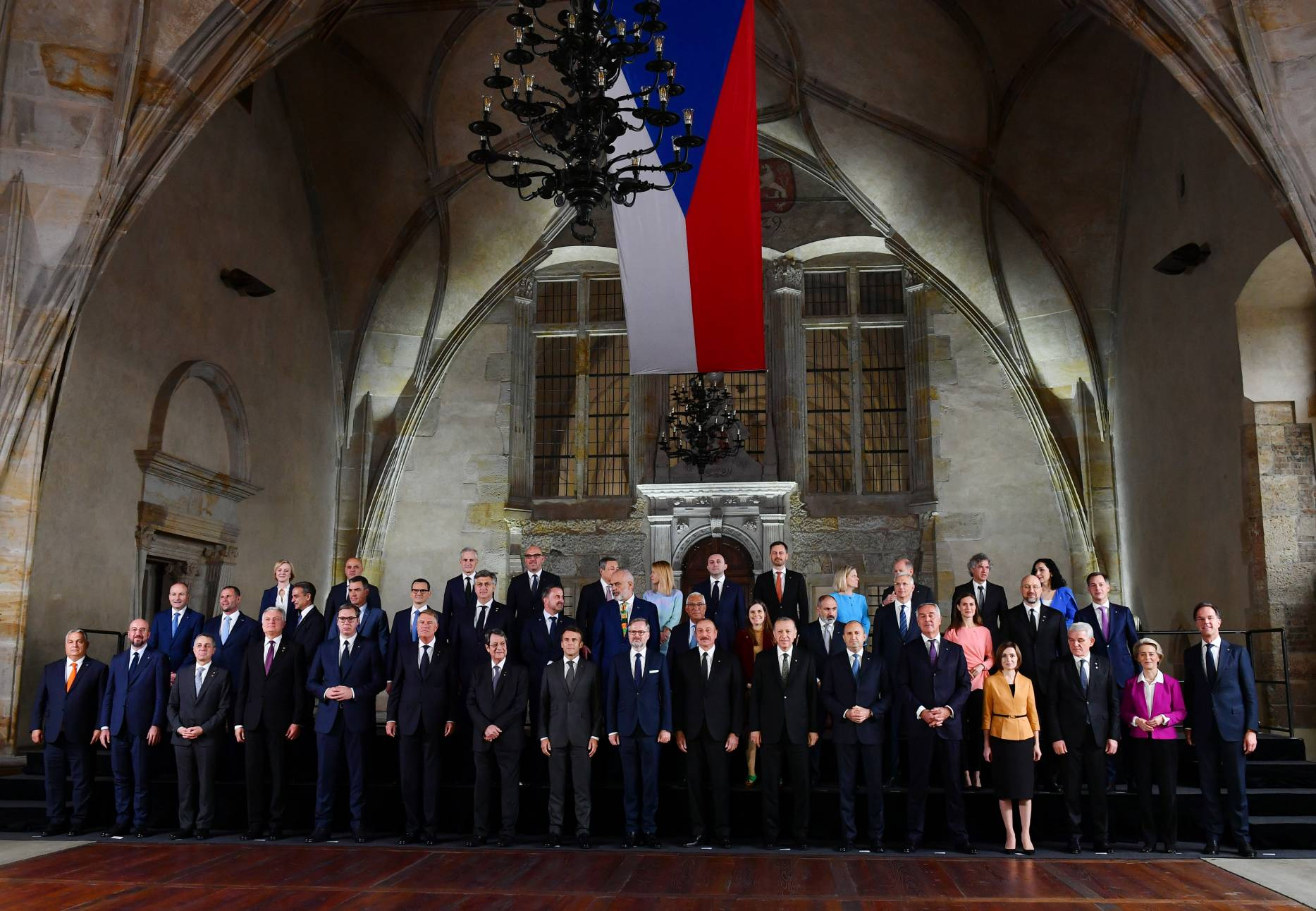
第1回サミットの集合写真

EU諸国と非EU諸国が交互に、毎年2回のサミットを開催することが想定されている。第1回サミットは、2022年10月6日 - 7日にプラハで開催され、ユーロビジョン・ネットワークによって生中継された。
2022年9月29日、イギリスは第1回サミットに出席することを発表し、次回のサミットを主催することを申し出た。またモルドバも、次回のサミットを開くことを申し出た。 
|   | 日付                | 開催国     | 開催都市                    |
| - | ------------------- | ---------- | --------------------------- |
| 1 | 2022年10月6日 - 7日 | チェコ     | プラハ プラハ城             |
| 2 | 2023年6月1日        | モルドバ   | キシナウ ミミ城             |
| 3 | 2023年10月5日       | スペイン   | グラナダ アルハンブラ宮殿   |
| 4 | 2024年7月18日       | イギリス   | ウッドストック ブレナム宮殿 |
| 5 | 2024年11月7日       | ハンガリー | ブダペスト                  |
| 6 | 2025年春            | アルバニア | ティラナ                    |
| 7 | 2025年秋            | デンマーク | 未定                        |

## 参加国
本共同体に参加している国と国際機関は次のとおり。欧州評議会非加盟国であるコソボが参加しているため、46か国が参加する欧州評議会に対し欧州政治共同体は47か国の参加となっている。

### EU加盟国
- オーストリア
- ベルギー
- ブルガリア
- クロアチア
- キプロス
- チェコ
- デンマーク
- エストニア
- フィンランド
- フランス
- ドイツ
- ギリシャ
- ハンガリー
- アイルランド
- イタリア
- ラトビア
- リトアニア
- ルクセンブルク
- マルタ
- オランダ
- ポーランド
- ポルトガル
- ルーマニア
- スロバキア
- スロベニア
- スペイン
- スウェーデン

### その他の参加国
- アルバニア
- アンドラ
- アルメニア
- アゼルバイジャン
- ボスニア・ヘルツェゴビナ
- ジョージア
- アイスランド
- コソボ
- リヒテンシュタイン
- モルドバ
- モナコ
- モンテネグロ
- ノルウェー
- 北マケドニア共和国
- サンマリノ
- セルビア
- スイス
- トルコ
- ウクライナ
- イギリス

### 国際機関
- 欧州評議会
- 欧州連合
- NATO
- 欧州安全保障協力機構

## 批判と論争
AP通信は、「本共同体はEUの拡大にブレーキをかける試みであると評論家は述べている。おそらく年に1 - 2回開催するだけで、本当の影響力や内容を欠いたものになるのではないかと危惧している者もいる」と報道し、「EUの資金やプログラムは提供されておらず、サミット後に正式な宣言が発行されることもない。2回目の会議が実際に行われるかどうかで、本共同体が成功であるかが決まる可能性が高い」と結論づけた。
本共同体の創設は、欧州評議会を「困惑させた」と伝えられており、同評議会の広報担当者は「人権、民主主義、法の支配の分野では、欧州評議会という汎欧州共同体がすでに存在している」と発言した。本共同体の特徴は、ロシアとベラルーシが意図的に除外されていることだが、それは必ずしも本共同体を新たに創設する必要性の説明にはならない。ロシアは欧州評議会を脱退しており、ベラルーシは非加盟国として部分的な参加しかしていない。